# Górki Miłońskie
Górki Miłońskie – kolonia w Polsce, w województwie łódzkim, w powiecie kutnowskim, w gminie Krośniewice. Wchodzi w skład sołectwa Wymysłów.
Do 2023 miejscowość była częścią wsi Wymysłów.
W latach 1975–1998 Górki Miłońskie administracyjnie należały do województwa płockiego.